# Ordem da Família Real do Rei Jorge V
A Ordem da Família Real do Rei Jorge V (em inglês:Royal Family Order of King George V) foi uma grande honra oferecida como um sinal de estima pessoal sobre membros do sexo feminino da família real britânica ao serviço do rei Jorge V do Reino Unido.
A rainha Isabel II era a ultima sobrevivente dessa ordem

## Lista de destinatários conhecidos até 1936
- SM a Rainha (esposa de Jorge V, morta em 1953)
- SAR a Duquesa de Iorque (nora de Jorge V, morta em 2002)
- SAR a Duquesa de Kent (nora de Jorge V, morta em 1968)
- SAR a Duquesa de Gloucester (nora de Jorge V, morta em 2004)
- SAR a Princesa Real e Duquesa de Fife (irmã de Jorge V, morta em 1931)
- SAR a Princesa Real e Condessa de Harewood (filha de Jorge V, morta em 1965)
- SAR a princesa Isabel de Iorque (neta de Jorge V, morta em 2022)[1]
- SAR a princesa Margarida (neta de Jorge V, morta em 2002)
- SAR a princesa Alexandra, 2ª Duquesa de Fife (sobrinha de Jorge V, morta em 1959)
- SAR a princesa Vitória Alexandra (irmã de Jorge V, morta em 1935)
- SAR a princesa Alexander de Teck (prima de Jorge V, morta em 1981)
- SAR a princesa Cristiano de Schleswig-Holstein (tia de Jorge V, morta em 1923)
- SAR a princesa Louise, Duquesa de Argyll (tia de Jorge V, morta em 1939)
- SAR a princesa Henrique de Battenberg (tia de Jorge V, morta em 1944)